# Rejectaria magas
Rejectaria magas är en fjärilsart som beskrevs av Druce. Rejectaria magas ingår i släktet Rejectaria och familjen nattflyn. Inga underarter finns listade.